# St. Petersburg Open 2017 - Qualificazioni singolare
Le qualificazioni del singolare del St. Petersburg Open 2017 sono state un torneo di tennis preliminare per accedere alla fase finale della manifestazione. I vincitori dell'ultimo turno sono entrati di diritto nel tabellone principale. In caso di ritiro di uno o più giocatori aventi diritto a questi sono subentrati i lucky loser, ossia i giocatori che hanno perso nell'ultimo turno ma che avevano una classifica più alta rispetto agli altri partecipanti che avevano comunque perso nel turno finale.

## Teste di serie
1. Radu Albot (ultimo turno, Lucky loser)
2. John-Patrick Smith (qualificato)
3. Aleksej Vatutin (ultimo turno)
4. Ernests Gulbis (qualificato)

1. Teymuraz Gabashvili (primo turno)
2. Liam Broady (qualificato)
3. Petr Michnev (primo turno)
4. Peđa Krstin (primo turno)

## Qualificati
1. Liam Broady
2. John-Patrick Smith

1. Daniel Masur
2. Ernests Gulbis

### Lucky loser
1. Radu Albot

## Tabellone

### Legenda
| - Q = Qualificato - WC = Wild card - LL = Lucky loser | - ALT = Alternate - SE = Special Exempt - PR = Protected Ranking | - w/o = Walkover - r = Ritirato - d = Squalificato |

### Sezione 1
|  | Primo turno | Primo turno           | Primo turno           | Primo turno | Primo turno |  |  | Ultimo turno | Ultimo turno | Ultimo turno | Ultimo turno | Ultimo turno |  |
|  |             |                       |                       |             |             |  |  |              |              |              |              |              |  |
|  | 1           | Radu Albot            | Radu Albot            | 7           | 7           |  |  |              |              |              |              |              |  |
|  |             | Alexander Kudryavtsev | Alexander Kudryavtsev | 5           | 5           |  |  | 1            | Radu Albot   | 1            | 6            | 64           |  |
|  |             | Filip Horanský        | Filip Horanský        | 3           | 1           |  |  | 6            | Liam Broady  | 6            | 2            | 7            |  |
|  | 6           | Liam Broady           | Liam Broady           | 6           | 6           |  |  |              |              |              |              |              |  |

### Sezione 2
|  | Primo turno | Primo turno        | Primo turno        | Primo turno | Primo turno |  |  | Ultimo turno | Ultimo turno       | Ultimo turno       | Ultimo turno | Ultimo turno |  |
|  |             |                    |                    |             |             |  |  |              |                    |                    |              |              |  |
|  | 2           | John-Patrick Smith | John-Patrick Smith | 6           | 6           |  |  |              |                    |                    |              |              |  |
|  |             | Ivan Gakhov        | Ivan Gakhov        | 2           | 0           |  |  | 2            | John-Patrick Smith | John-Patrick Smith | 7            | 6            |  |
|  | WC          | Mikhail Elgin      | Mikhail Elgin      | 7           | 6           |  |  | WC           | Mikhail Elgin      | Mikhail Elgin      | 64           | 2            |  |
|  | 7           | Petr Michnev       | Petr Michnev       | 62          | 4           |  |  |              |                    |                    |              |              |  |

### Sezione 3
|  | Primo turno | Primo turno         | Primo turno        | Primo turno | Primo turno |  |  | Ultimo turno | Ultimo turno    | Ultimo turno    | Ultimo turno | Ultimo turno |  |
|  |             |                     |                    |             |             |  |  |              |                 |                 |              |              |  |
|  | 3           | Aleksej Vatutin     | Aleksej Vatutin    | 7           | 6           |  |  |              |                 |                 |              |              |  |
|  |             | Evgenij Karlovskij  | Evgenij Karlovskij | 5           | 0           |  |  | 3            | Aleksej Vatutin | Aleksej Vatutin | 2            | 2            |  |
|  |             | Daniel Masur        | 3                  | 6           | 7           |  |  |              | Daniel Masur    | Daniel Masur    | 6            | 6            |  |
|  | 5           | Teymuraz Gabashvili | 6                  | 1           | 5           |  |  |              |                 |                 |              |              |  |

### Sezione 4
|  | Primo turno | Primo turno         | Primo turno  | Primo turno | Primo turno |  |  | Ultimo turno | Ultimo turno   | Ultimo turno   | Ultimo turno | Ultimo turno |  |
|  |             |                     |              |             |             |  |  |              |                |                |              |              |  |
|  | 4           | Ernests Gulbis      | 4            | 6           | 6           |  |  |              |                |                |              |              |  |
|  | WC          | Alexander Vasilenko | 6            | 3           | 2           |  |  | 4            | Ernests Gulbis | Ernests Gulbis | 6            | 6            |  |
|  |             | Ivan Nedelko        | Ivan Nedelko | 6           | 6           |  |  |              | Ivan Nedelko   | Ivan Nedelko   | 2            | 1            |  |
|  | 8           | Peđa Krstin         | Peđa Krstin  | 3           | 4           |  |  |              |                |                |              |              |  |